# Kelling
Kelling – wieś w Anglii, w hrabstwie Norfolk, w dystrykcie North Norfolk. Leży 37 km na północ od Norwich i 180 km na północny wschód od Londynu.
W 2001 miejscowość liczyła 175 mieszkańców.